# 李乾
（Ch'ien Lee）为专业从事猪笼草属食虫植物研究的分类学家和植物学家。

## 學历
李乾在加州大学圣克鲁斯分校（University of California Santa Cruz）取得了生物学及生态学学士学位。

## 生平
在他还是个孩子的时候就对自然非常感兴趣，这促使他投身于昆虫及动物追踪和民族植物学的研究中，他曾作为一位自然学家和环境教育家工作于加州北部的东湾地区公园（East Bay Regional Parks）。1996年，他决定这辈子都生活在热带雨林中，所以他搬到砂拉越，在那里为一个原生植物物种繁育计划工作。
李乾在学校时期就酷爱摄影，他始终认为摄影是他表现和分享在旅行中的想法和对自然的热恋的一种非常好的方式。他说道“如果你是一个对自然有着无限兴趣的人，那么婆罗洲对你来说肯定是一个绝妙的住处。在这里，只要你出去走走，每一个摄影师都可以轻易的拍摄到大量种类丰富的素材。当然，在热带雨林进行拍摄一定会遇到些实际的障碍，但这总是值得的。”
猪笼草是李乾多年来关注的重点，他已经发表了大量关于猪笼草分类的论文。他说道“在我过去几十年的旅程中，很大一部分都是为了追寻稀有的猪笼草。其间，我去到了很多真正偏远的东南亚地区。”他的照片出现在很多文章和书刊中，如《沙捞越的猪笼草》、《古晋河的鱼类》（The Fishes of Kuching Rivers）和《婆罗洲的猪笼草》。他偶尔也承接一些拍摄业务，但也得符合他的兴趣。
除了摄影外，李乾还在古晋植物学研究中心（沙捞越林业公司）担任顾问，并定期为沙捞越和沙巴旅行团提供私人导游服务。

## 描述
李乾描述了很多猪笼草属新物种，包括陈氏猪笼草（N. chaniana）、甘通山猪笼草（N. gantungensis）、有腺猪笼草（N. glandulifera）、马桶猪笼草（N. jamban）、小舌猪笼草（N. lingulata）、巴拉望岛猪笼草（N. palawanensis）、皮托庞猪笼草（N. pitopangii）和大飞碟猪笼草（N. platychila）。李乾还描述了一种自然杂交种——石龙门猪笼草（N. × bauensis）。

## 著作
- Lee, C.C. 2002. Nepenthes species of the Hose Mountains in Sarawak, Borneo.PDF Proceedings of the 4th International Carnivorous Plant Conference, Hiroshima University, Tokyo: 25–30.
- Lee, C.C. 2002. Nepenthes platychila (Nepenthaceae), a New Species of Pitcher Plant from Sarawak, Borneo. Gardens Bulletin Singapore 54: 257–261.
- Clarke, C.M. & C.C. Lee 2004. A Pocket Guide: Pitcher Plants of Sarawak. Natural History Publications (Borneo), Kota Kinabalu. vi + 81 pp.
- Lee, C.C. 2004. Nepenthes. In: Sarawak Bau Limestone Biodiversity. H.S. Yong, F.S.P. Ng and E.E.L. Yen (eds). The Sarawak Museum Journal Vol. LIX, No. 80; Special Issue No. 6: 71–77.
- Lee, C.C. 2004. New records and a new species of Nepenthes (Nepenthaceae) from Sarawak. Sandakania 15: 93–101. Abstract
- Clarke, C.M., C.C. Lee & S. McPherson 2006. Nepenthes chaniana (Nepenthaceae), a new species from north-western Borneo. Sabah Parks Journal 7: 53–66.
- Lee, C.C., Hernawati & P. Akhriadi 2006. Two new species of Nepenthes (Nepenthaceae) from North Sumatra （页面存档备份，存于）. Blumea 51(3): 561–568.
- Phillips, A., A. Lamb & C.C. Lee 2008. Pitcher Plants of Borneo. Second Edition. Natural History Publications (Borneo), Kota Kinabalu.
- Lee, C.C., S. McPherson, G. Bourke & M. Mansur 2009. Nepenthes pitopangii (Nepenthaceae), a new species from central Sulawesi, Indonesia. Gardens' Bulletin Singapore 61(1): 95–100.